# Tomme de Montagne
De Tomme de Montagne is een Franse kaas van de 'Laiterie Les Monts Ysselingais' uit Araules in de Haute-Loire.
De kaas wordt gemaakt van volle koemelk en heeft een gladde, gele kaasmassa. Na de rijpingstijd van ongeveer drie weken is de kaasmassa soepel en de smaak van de kaas zacht.